# Ole Hieronymus Mynster
Ole Hieronymus Mynster (født 13. august 1772 i København, død 13. oktober 1818 sammesteds) var en dansk læge, bror til J.P. Mynster, far til Frederik Ludvig Mynster.
Mynster blev student 1788, studerede naturvidenskaber og lægevidenskab, vandt universitetets guldmedalje, stiftede sammen med fremragende videnskabsmænd Fysisk, økonomisk og mediko-kirurgisk Bibliotek, som han redigerede. 1796 tog han medicinsk eksamen, 1797 blev han Dr. med., 1800 reservemedikus ved Frederiks Hospital og adjunkt ved medicinske fakultet, 1802 overmedikus ved Hospitalet, 1805 ekstraordinær og 1817 ordentlig professor.